# Louis Gahon
Louis Gahon, né le 7 juin 1800 à Midrevaux dans les Vosges  et mort le 13 juin 1859 à Épinal, est un architecte français. Ses réalisations sont toutes situées dans le département des Vosges.

## Biographie
Louis Gahon épouse Françoise Leclerc le 11 mai 1830. 
Il exerce comme architecte de l’arrondissement d’Épinal (1825-1858) ainsi que de la ville d’Épinal (1829-1853). Il est aussi membre de la commission des Bâtiments civils des Vosges de 1827 à 1857 et du service des travaux communaux pour la ville d'Épinal en 1859.
Louis Gahon est membre de la commission de surveillance du musée d'Épinal, section antiquités, de 1835 à 1857. Par ailleurs, il fait partie de la Société d'émulation des Vosges (1850-1859) pour laquelle il rédige notamment des rapports sur la distribution de primes. Avec l'architecte Léon Charles Grillot il est un des soutiens que reçoit l'abbé Boullangier pour la restauration de la basilique Saint-Maurice d'Épinal.
Louis Gahon demeure rue de la Préfecture à Épinal où il meurt le 13 juin 1859. Il est enterré au cimetière Saint-Michel, ilot F, ligne 57, n° triple.

## Réalisations
- Badménil-aux-Bois, fontaine-abreuvoir (1852)[4].
- Bains-les-Bains, bain romain (1845)[5].
- Bains-les-Bains, lavoir (1841).
- Bains-les-Bains, borne-fontaine (1838)[6].
- Bellefontaine, tribune de l'église Saint-Blaise (1826)[2].
- Domptail, restauration de l'église (1844)[2].
- Épinal, pont suspendu (1832)[7],[8].
- Épinal, école des Halles (1851)[2].
- Épinal, marché couvert en bois (1830-1850)[2].
- Épinal, magasin des pompes à incendie (1833)[2].
- Épinal, salle d'asile des Annonciades (1836)[2].
- Épinal, abattoir municipal (1841)[2].
- Épinal, hospice (1842)[2].
- Épinal, hospice des orphelins, rue Thiers, devenu le conservatoire Gautier d'Épinal (1852)[9],[2].
- Gruey-lès-Surance, cimetière[10] et croix de cimetière (1841-1842)[11].
- Herpelmont, cimetière (1841-1843)[12].
- Montmotier, Lavoir (1840)[13].
- Plombières-les-Bains, architecte de la Compagnie thermale de Plombières (vers 1858).
- Remiremont, collège (1836-1842)[2].
- Remiremont, stalles du chœur de l'abbatiale (1825-1827)[2].
- Saint-Pierremont, église (1839)[2].
- Trémonzey, mairie-école (1837).
- Uxegney, reconstruction de la nef de l'église (1827)[2].

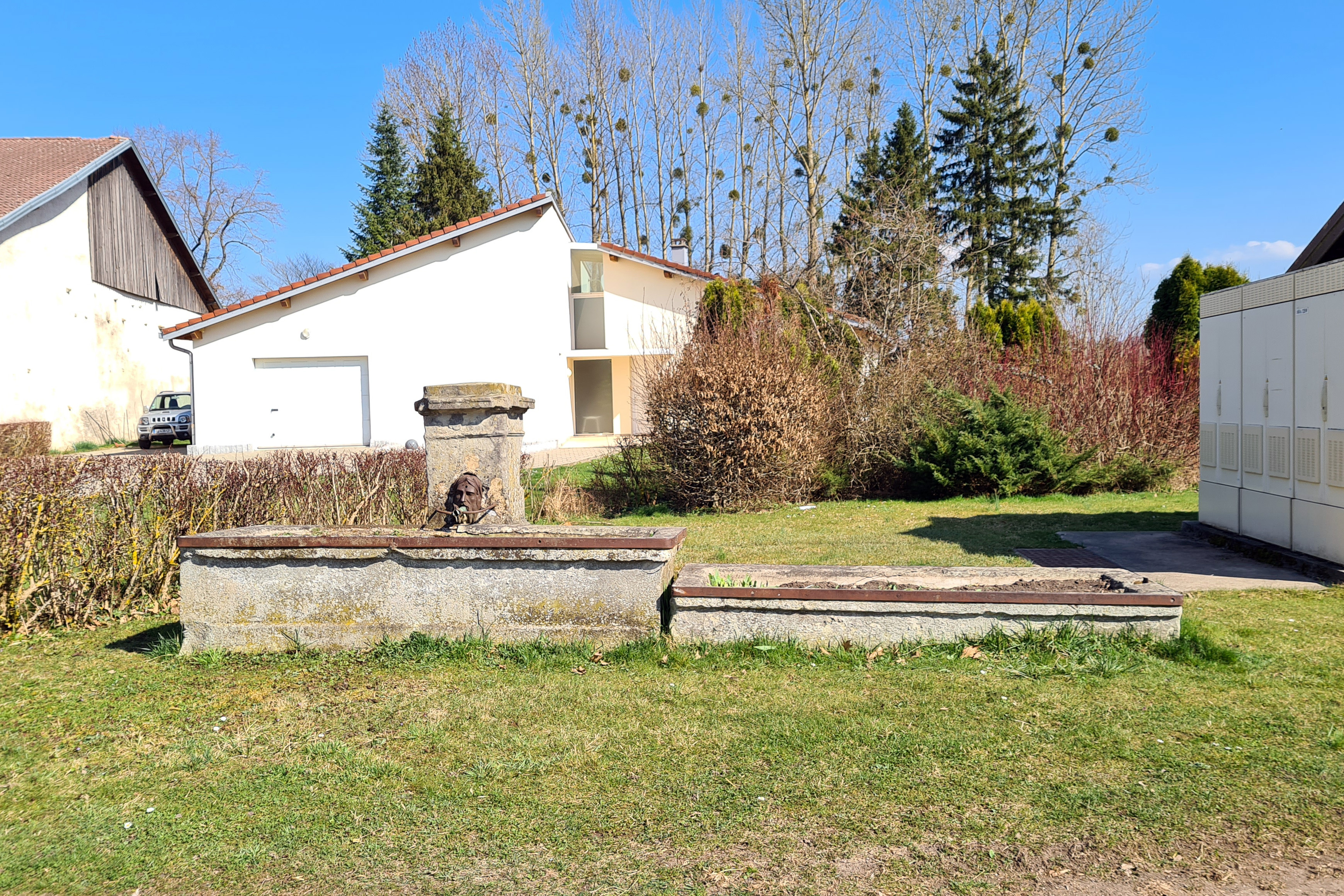
Fontaine-abreuvoir à Badménil-aux Bois.
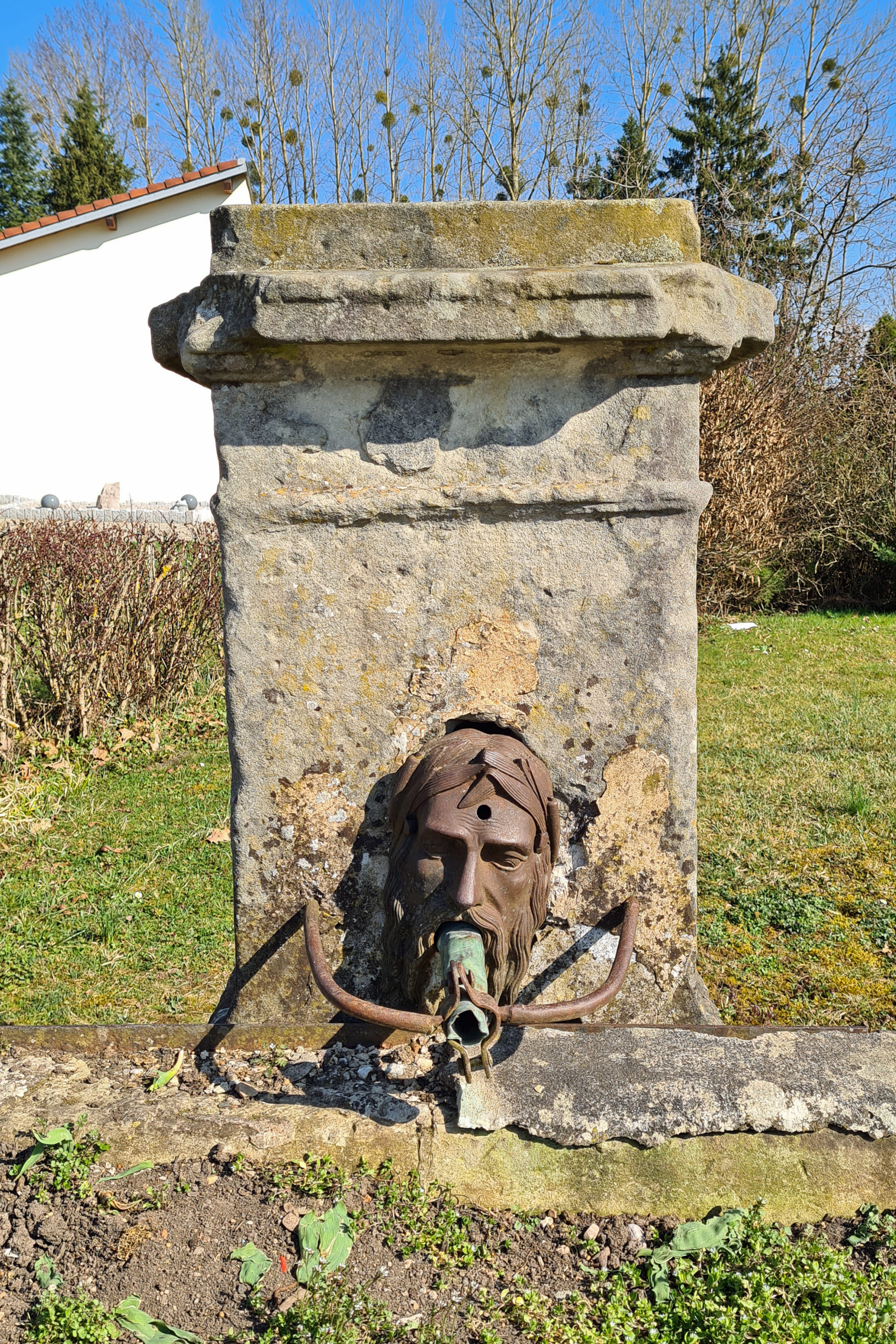
Fontaine-abreuvoir (détail).
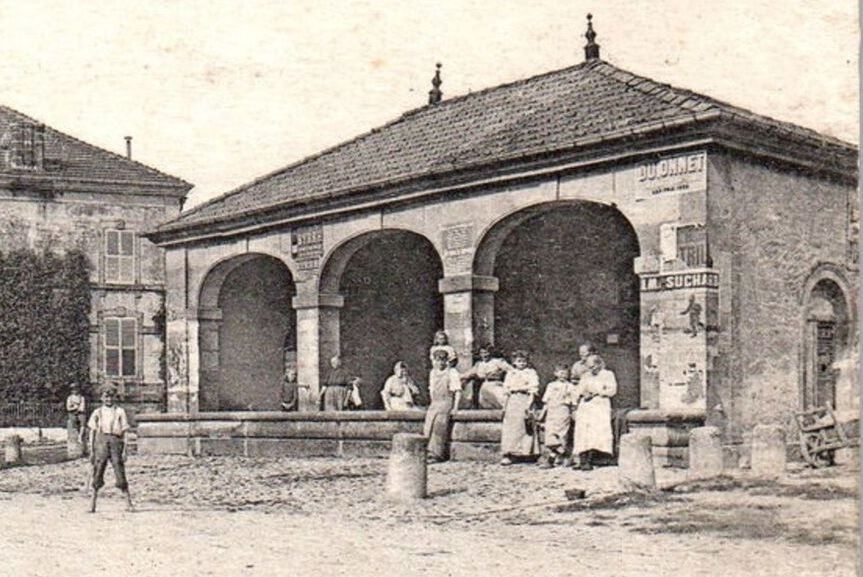
Lavoir de Bains-les-Bains.
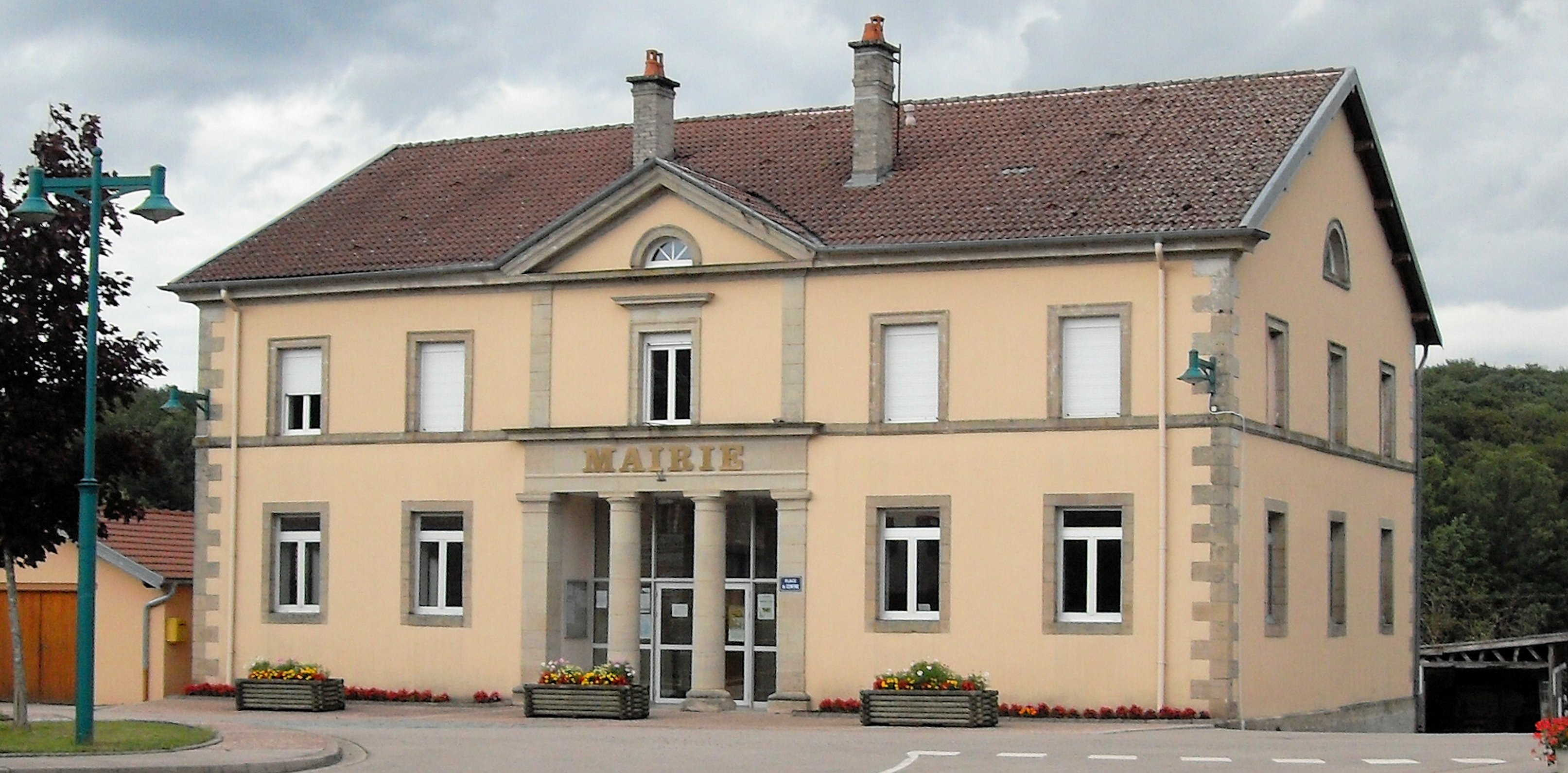
Mairie-école de Trémonzey.
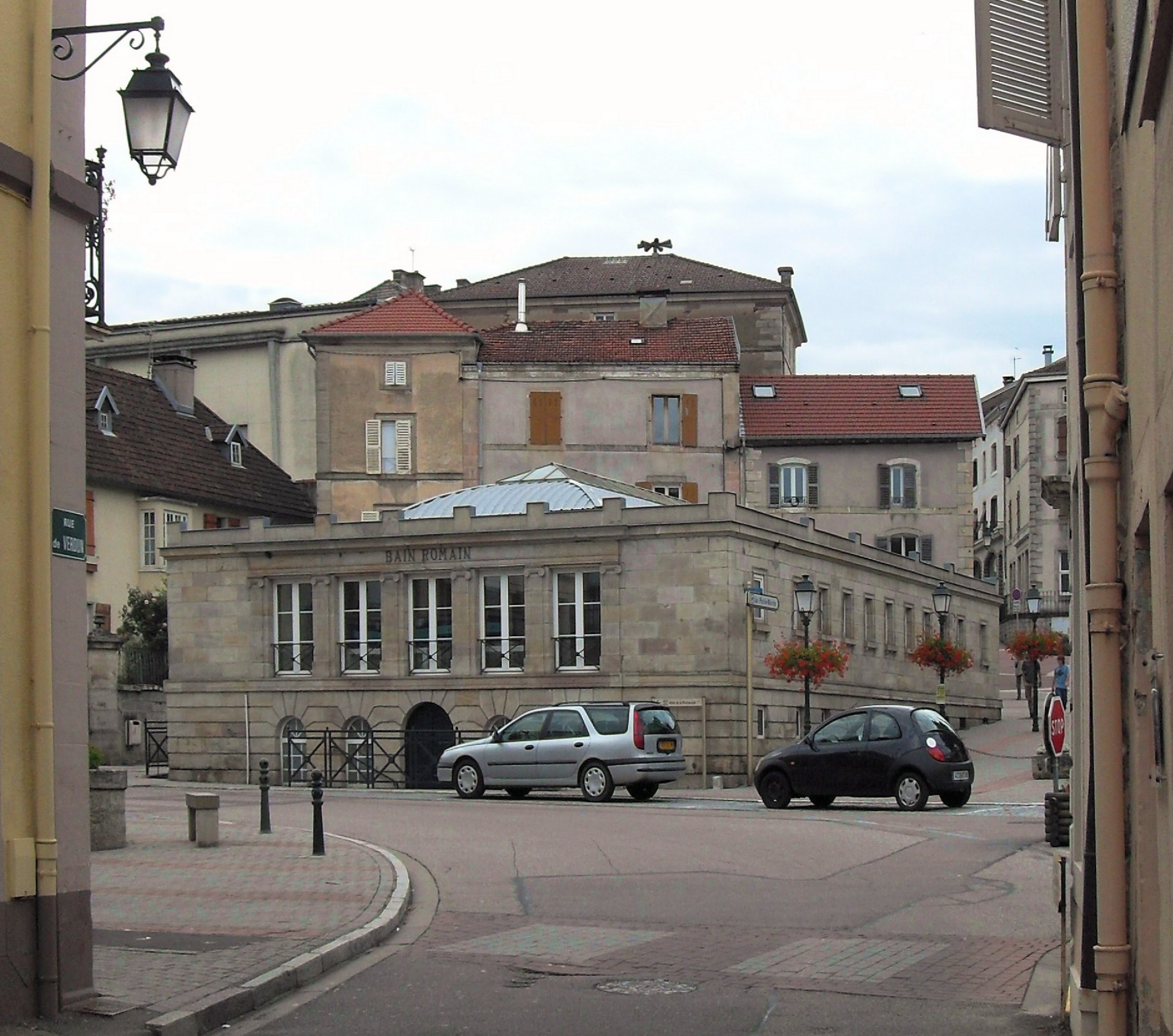
Bain romain de Bains-les-Bains.
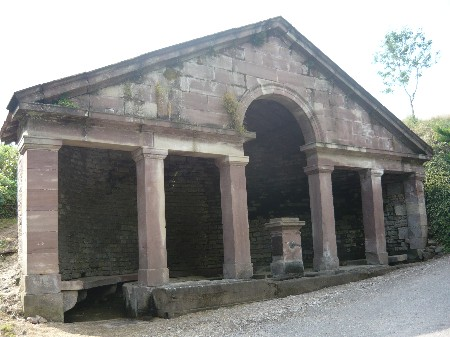
Lavoir de Montmotier.
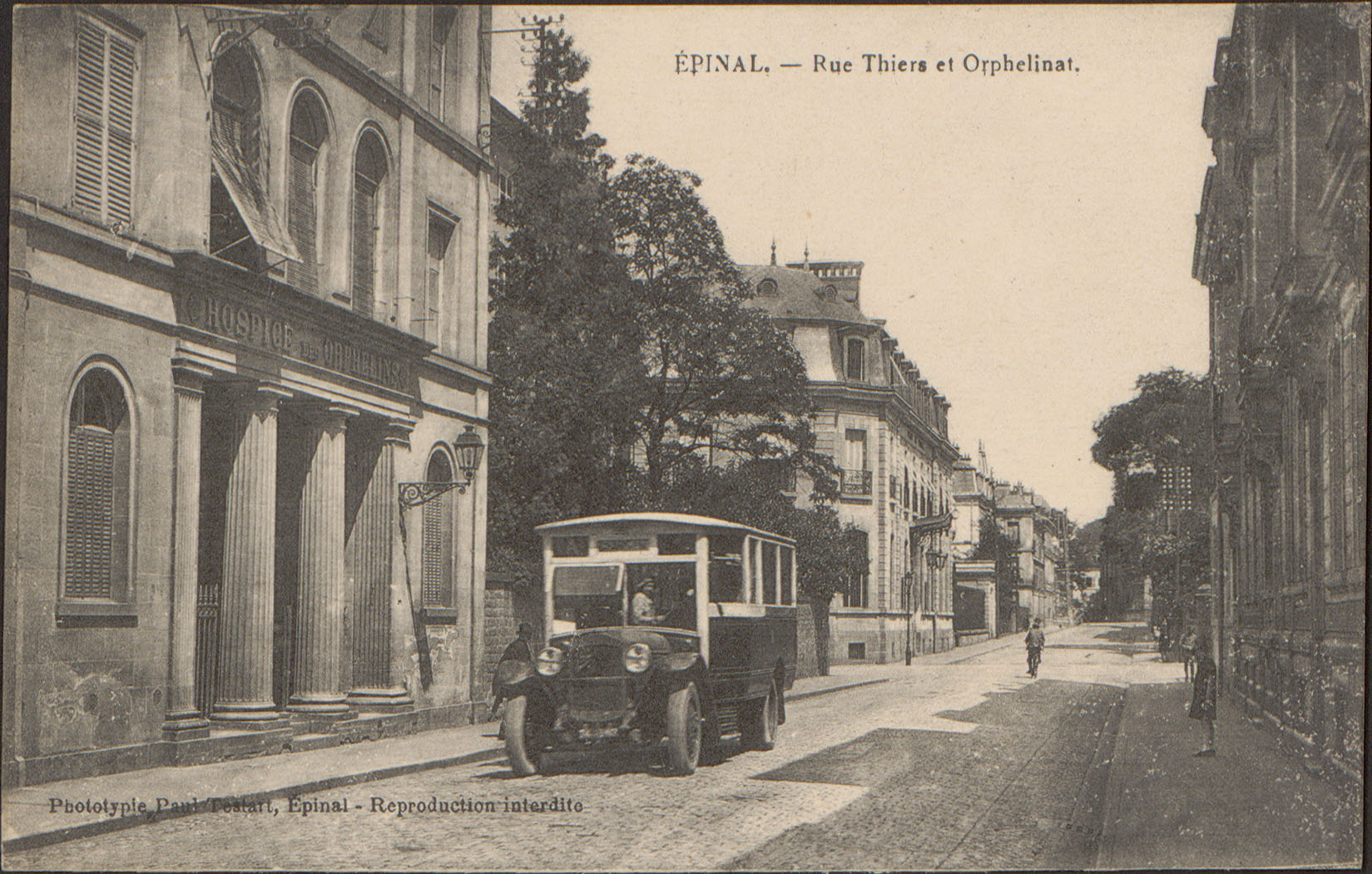
Ancien orphelinat d'Épinal.